# شهرستان عتق
ناحیهٔ عتق (به عربی: مدیریة عتق) یک ناحیه در یمن است که در استان شبوه واقع شده‌است.
ناحیهٔ عتق ۳۷٬۳۱۵ نفر جمعیت دارد.